# Hermann Adolf Alexander Schmidt

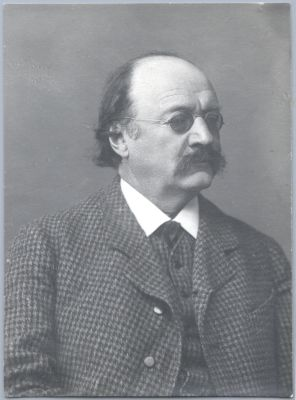
Alexander Schmidt

Hermann Adolf Alexander Schmidt (* 15. Maijul. / 27. Mai 1831greg. in Liiva, Insel Muhu, Gouvernement Livland; † 10. Apriljul. / 22. April 1894greg. in Dorpat) war ein deutschbaltischer Physiologe, der durch seine Arbeit über die Verdickung von Blut weltweit bekannt geworden war.

## Leben
Alexander Schmidt studierte ab 1850 an der Kaiserlichen Universität Dorpat Geschichte, wechselte aber bald zur Medizin. Nach seiner Promotion in Dorpat 1858 setzte er seine Studien an der Universität Wien und der Berliner Universität fort.
Unter Felix Hoppe-Seyler unternahm er in Berlin seine erste eigene Untersuchung über die Ausflockung von Muskelfasern. Von 1866 bis 1867 arbeitete er mit Carl Friedrich Wilhelm Ludwig in Leipzig. Nach der Emeritierung seines alten Lehrers Friedrich Heinrich Bidder folgte er ihm auf den Lehrstuhl an der Kaiserlichen Universität Dorpat nach. Schmidt lehrte bis zu seinem Tod 1894 an der Universität Dorpat, der er 1885 bis 1889 als Rektor vorstand. Im Jahr 1884 wurde er zum Mitglied der Leopoldina gewählt.

## Schriften (Auswahl)
- Über eine Doppelmissgeburt von Schaf mit hinterer bis zum Atlas reichender Spaltung. Dissertation, Dorpat 1858.
- Über den Faserstoff und die Ursachen seiner Gerinnung. In: Archiv für Anatomie, Physiologie und wissenschaftliche Medicin, Leipzig, 1861, S. 545–587 und S. 675–721.
- Weiteres über den Faserstoff und die Ursachen seiner Gerinnung. In: Archiv für Anatomie, Physiologie und wissenschaftliche Medicin, Leipzig, 1862, S. 428–469 und S. 533–564.
- Über Ozon im Blut. 1862. Habilitationsschrift.
- Hämatologische Studien. E.J. Karow, Dorpat 1865 (Digitalisat) der Bayerischen Staatsbibliothek.
- Nochmals über Ozon im Blute. Erwiderung auf Pokrowsky’s Abhandlung: „Zur Frage über Ozon im Blute über das Schicksal des Kohlenoxydes bei CO-Vergiftungen“. In: Archiv für pathologische Anatomie und Physiologie und für klinische Medicin (Virchows Archiv), Bd. 42 (1868), S. 249–289.[3]
- Beiträge zur Kenntniss der Milch. 1874.
- Die Lehre von den fermentativen Gerinnungserscheinungen in den eiweissartigen thierischen Körperflüssigkeiten. Zusammenfassender Bericht über die früheren, die Faserstoffgerinnung betreffenden, Arbeiten des Verfassers. Mattiesen, Dorpat 1876.
- Zur Blutlehre. F.C.W. Vogel, Leipzig 1892.
- Weitere Beiträge zur Blutlehre. Bergmann, Wiesbaden 1895.